# Maciej Dobrowolski
Maciej Dobrowolski (ur. 19 marca 1977 w Olsztynie) – polski siatkarz, grający na pozycji rozgrywającego. 
Jest absolwentem Uniwersytetu Warmińsko Mazurskiego i Akademii Rolniczo - Technicznej. Ukończył studia podyplomowe z wychowania fizycznego i przygotowania pedagogicznego. Posiada magistra inżynierii Technologii Żywności i Żywienia Człowieka.
Jego syn Kacper jest siatkarzem i także tak jak jego ojciec gra na pozycji rozgrywającego. Do 2020 roku był zawodnikiem juniorskiego klubu Chemik Olsztyn. Od sezonu 2020/2021 jest uczniem i graczem Georgetown College.

## Kariera klubowa
Dobrowolski siatkarską karierę rozpoczynał w AZS Olsztyn. W jego barwach zadebiutował mając 18 lat. W 2003 roku wyjechał do Austrii i został graczem HotVolleys Wiedeń. Wraz z tym zespołem sięgnął po mistrzostwo i superpuchar kraju. W 2005 roku zrezygnował z występów w drużynie ze względów rodzinnych i powrócił do Polski, zostając zawodnikiem Skry Bełchatów.
Dobrowolski z bełchatowskim zespołem pięciokrotnie zdobył mistrzostwo i trzykrotnie sięgnął po puchar Polski. Regularnie występował także w Lidze Mistrzów, w której Skra dwa razy zdobyła brązowy medal. W 2009 roku ze swoją drużyną zajął drugą lokatę w Klubowych Mistrzostwach Świata. W 2010 roku jego kontrakt nie został przedłużony, choć rozmowy na ten temat były prowadzone przez długi czas. Po odejściu ze Skry został zawodnikiem beniaminka PlusLigi, Farta Kielce, w którym pełnił funkcję kapitana zespołu.
W maju 2011 roku podpisał dwuletni kontrakt z Asseco Resovią Rzeszów, z którą dwukrotnie zdobył tytuły mistrza Polski, a także srebro Pucharu CEV.
Po dwóch latach spędzonych w Rzeszowie zdecydował się na powrót do rodzinnego Olsztyna i ponowną grę w Indykpolu AZS Olsztyn w którym pełnił funkcję kapitana.

## Kariera trenerska
Zdał kurs menedżera ESKK w 1997 roku. Kurs Instruktora Sportu ukończył w 2007 roku. W 2014 roku otrzymał II Państwową Klasę Trenerską piłki siatkowej. Ukończył studia podyplomowe z wychowania fizycznego OSW w Olsztynie w 2016 roku. I Państwową Klasę Trenerską wydano mu w 2018 roku.

## Jako siatkarz

### Sukcesy klubowe
Mistrzostwo I ligi:
- 1999
- 1997

Mistrzostwo Austrii:
- 2004
- 2005

Superpuchar Austrii:
- 2004

Puchar Polski:
- 2006, 2007, 2009

Mistrzostwo Polski:
- 2006, 2007, 2008, 2009, 2010, 2012, 2013

Liga Mistrzów:
- 2008, 2010

Klubowe Mistrzostwa Świata:
- 2009

Puchar CEV:
- 2012

## Jako trener

### Sukcesy reprezentacyjne
Mistrzostwa Europy do lat 16:
- 2025[14]